# La botiga dels horrors (musical)
|  | Aquest article tracta sobre l'obra de teatre musical. Vegeu-ne altres significats a «La botiga dels horrors». |

La botiga dels horrors (títol original en anglès: Little Shop of Horrors) és un musical rock, amb música d'Alan Menken i llibret i lletres de Howard Ashman, que tracta sobre un treballador d'una floristeria que cria una planta que menja carn i sang humana. El musical està basat en la comèdia negra de baix pressupost The Little Shop of Horrors, dirigida per Roger Corman el 1960. La música, composta per Menken, segueix l'estil del rock and roll d'inicis de la dècada de 1960, doo-wop i Motown primerencs; i inclou diverses conegudes com a "Little Shop of Horrors", "Skid Row (Downtown)", "Somewhere That's Green", o "Suddenly, Seymour".
A més de la producció original al off-Broadway del 1982 i la posterior producció a Broadway, el musical ha estat realitzat per tot el món (el 1987 va ser dirigit a Barcelona per Joan Lluís Bozzo). A causa del seu curt repartiment i orquestracions senzilles, ha esdevingut molt popular entre els grups d'aficionats. El musical va ser adaptat al cinema en una pel·lícula homònima, dirigida el 1986 per Frank Oz.

## Sinopsi

### I Acte

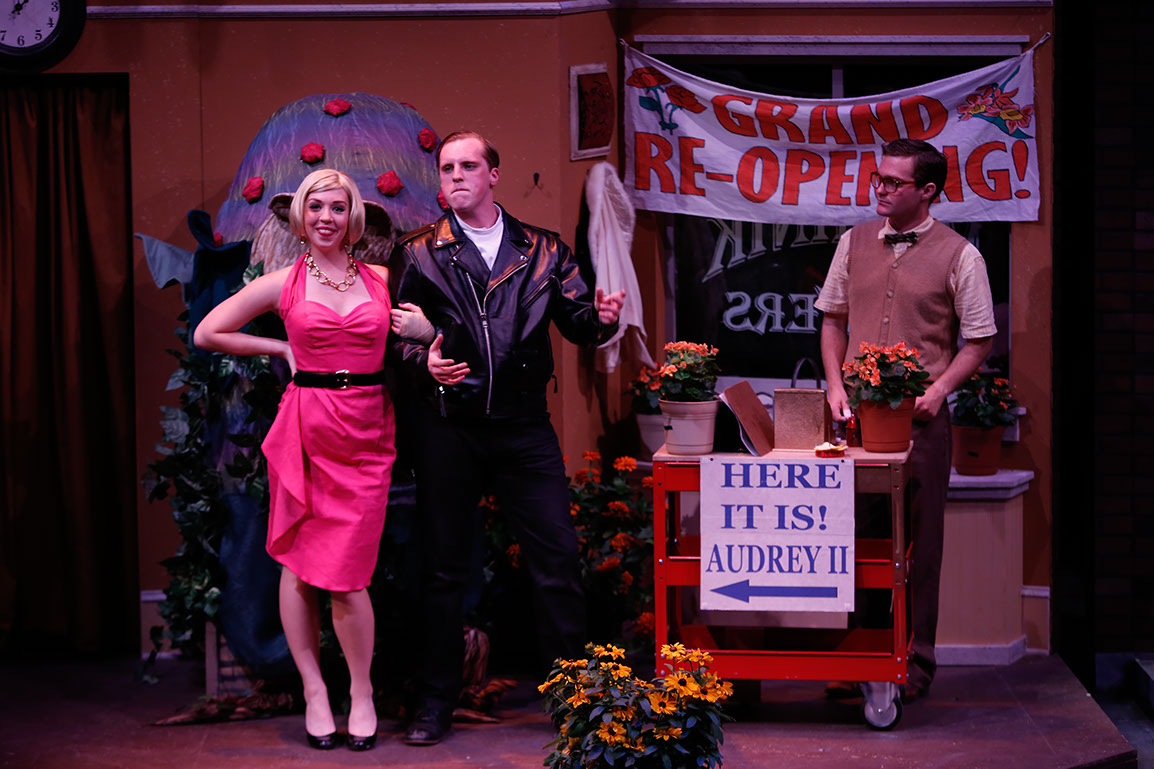

Una veu (no com la de Déu) recorda una època quan la raça humana "va trobar-se de cop i volta amb una amenaça mortal cap a la seva pròpia existència". Un trio de nenes del carrer de la dècada 1960 anomenades Crystal, Ronette i Chiffon situen l'escena ("Little Shop of Horrors") i comenten l'acció durant l'espectacle. Seymour Krelborn és un jove pobre, un orfe que viu als barris baixos d'una ciutat. Audrey és una rossa guapa amb un sentit de la moda que s'inclina cap al mal gust. Es lamenten de la seva vida i busquen una manera per sortir del pou ("Skid Row (Downtown)"). Tots dos treballen a Mushnik's Skid Row Florists, una floristeria de baixa propietat del malhumorat Mr. Mushnik. Seymour recentment ha obtingut una planta misteriosa que sembla una gran Dionea. Mentre que voltava pel mercat de flors, va tenir lloc un eclipsi de Sol sobtat, i quan la llum tornà, es trobà amb aquella planta al seu costat ("Da-Doo"). Seymour està enamorat en secret d'Audrey, i anomena Audrey II a la planta en honor seu.
La planta no creix al nou lloc i sembla que s'està morint. Seymour es pregunta què fa malament, perquè té molta cura d'ella. Accidentalment es punxa el dit amb l'espina d'una rosa, de la que surt sang, i Audrey II obre la boca. Seymour s'adona que l'Audrey II necessita sang per sobreviure i li deixa xuclar-li el dit ("Grow For Me"). A mesura que la planta creix, esdevé un fenomen d'atracció i el negoci de Mr. Mushnik comença a enlairar-se. A més, mentre que es cuida de la planta, en Seymour passa de ser un perdedor a ser un heroi ("Ya Never Know"). El xicot de l'Audrey li pega, i ella revela els seus sentiments secrets pel tímid Seymour. El seu somni és tenir una vida suburbana amb Seymour, amb una casa adosada, sopars congelats i mobles de plàstic ("Somewhere That's Green").
Mentrestant, els empleats d'en Mushnik estan arreglant la floristeria, a causa de la popularitat del veloç creixement de l'Audrey II, i els ingressos que està portant ("Closed for Renovation"). Orin Scrivello, un dentista sàdic, és l'abusador xicot de l'Audrey. Modelat d'acord amb els personatges "Leader of the pack" dels 1950, l'Orin condueix una moto, vesteix de cuir i gaudeix provocant dolors als altres ("Dentist!"). Orin anima en Seymour perquè agafi la planta i se l'endugui del barri. Adonant-se que el futur de la botiga depèn completament de la planta (i, per extensió, d'en Seymour), Mushnik s'aprofita de la innocència d'en Seymour i s'ofereix a adoptar-lo i fer-lo soci del negoci ("Mushnik and Son"). Com que sempre havia volgut una família, Seymour accepta, encara que en Mushnick sempre l'ha tractat malament.
Mentrestant, en Seymour comença a tenir dificultats per poder donar prou sang a l'Audrey II. Quan Seymour deixa d'alimentar la planta, l'Audrey II revela que pot parlar i diu que, si l'alimenta, farà veritat tots els seus somnis ("Feed Me (Git It)"). Seymour inicialment refusa, però quan veu com l'Orin maltracta l'Audrey, la planta li dona una justificació per matar-lo. Sense adonar-se que està tornant a ser manipulat, en Seymour accepta. Queda de nit amb en Seymour, intentant matar-lo. Malgrat això, en Seymour no és capaç i decideix no fer-ho; però desafortunadament per l'Orin, que estava inhalant òxid nitrós, la màscara queda en posició "obert", i mentre que rep una sobredosi demana a en Seymour que el salvi. Seymour, incapaç de disparar, deixa que s'asfixiï ("Now (It's Just The Gas)"). Seymour dona el cos d'Orin a l'Audrey II ("Act I Finale").

### II Acte
La floristeria té molta feina, i Seymour i Audrey tenen problemes en fer front al creixement del negoci ("Call Back in the Morning"). Audrey confia a Seymour que se sent culpable per la desaparició de l'Orin, car ho desitjava en secret. Tots dos admeten els seus sentiments per l'altre, i Seymour promet que protegirà i tindrà cura de l'Audrey des d'ara ("Suddenly, Seymour"). Els dos planegen marxar junts i començar una vida nova, tot i que en Seymour equivocadament creu que els sentiments de l'Audrey es deuen a la seva nova fama, sense adonar-se que ella l'ha estimat des de molt abans.
Abans que pugui marxar, en Mushnik s'enfronta a en Seymour acusant-lo de causar la mort de l'Orin, dient que la policia està investigant-ho, tot i que encara no té gaire proves. Mushnick ha sumat dos i dos: l'uniforme del dentista tacat de sang, les taques de sang a terra, i que ha vist a Seymour i a l'Audrey besant-se. Seymour ho nega, però en Mushnik vol anar a la policia. L'Audrey II diu a Seymour que ha de desfer-se'n d'en Mushnik o que ho perdrà tot, fins i tot l'Audrey ("Suppertime"). Seymour diu a en Mushnick que posa els rebuts del dia dins de l'Audrey II per protegir-los. Mushnik s'inclina cap a dins la planta buscant els diners, adonant-se massa tard del seu error, cridant mentre que és menjat. Seymour ara dirigeix la botiga mentre que se li apropen periodistes, venedors, advocats i agents que li prometen fama i fortuna. Tot i que és temptat per les conseqüències del seu èxit, en Seymour s'adona que només és una qüestió de temps que l'Audrey II vulgui tornar a matar i que ell és moralment responsable. Considera destruir la planta però, creient que la seva fama és l'únic que fa que l'Audrey l'estimi, és incapaç de fer-ho ("The Meek Shall Inherit").
Mentre en Seymour treballa en un discurs, l'Audrey II demana sang. En Seymour amenaça en matar-la quan l'Audrey entra demanant-li quan tornarà en Mushnik de visitar la seva "germana malalta". En Seymour descobreix que l'Audrey encara l'estimaria sense la fama i decideix que l'Audrey II ha de morir després de l'entrevista que té programada amb la revista LIFE a la botiga. L'Audrey està confosa i espantada pel comportament estrany d'en Seymour, però se'n va cap a casa. Aquella nit, incapaç de dormir i amoïnada per en Seymour, va cap a la botiga per parlar amb ell. En Seymour no hi és, i la planta li demana aigua. Sense adonar-se'n del perill mortal, s'apropa per regar-la, i una branca l'empeny cap a la boca oberta de la planta. ("Sominex/Suppertime II") En Seymour arriba i ataca la planta per tal de salvar l'Audrey. L'aconsegueix treure, però ella ja està mortalment ferida i li demana que la llenci a la planta un cop sigui morta, perquè així podran estar sempre junts. L'Audrey mor en braços d'en Seymour, i ell de mala gana obeeix la seva petició ("Somewhere That's Green" (reprise)). Seymour cau adormit mentre que a l'Audrey II li creixen petites flors vermelles.

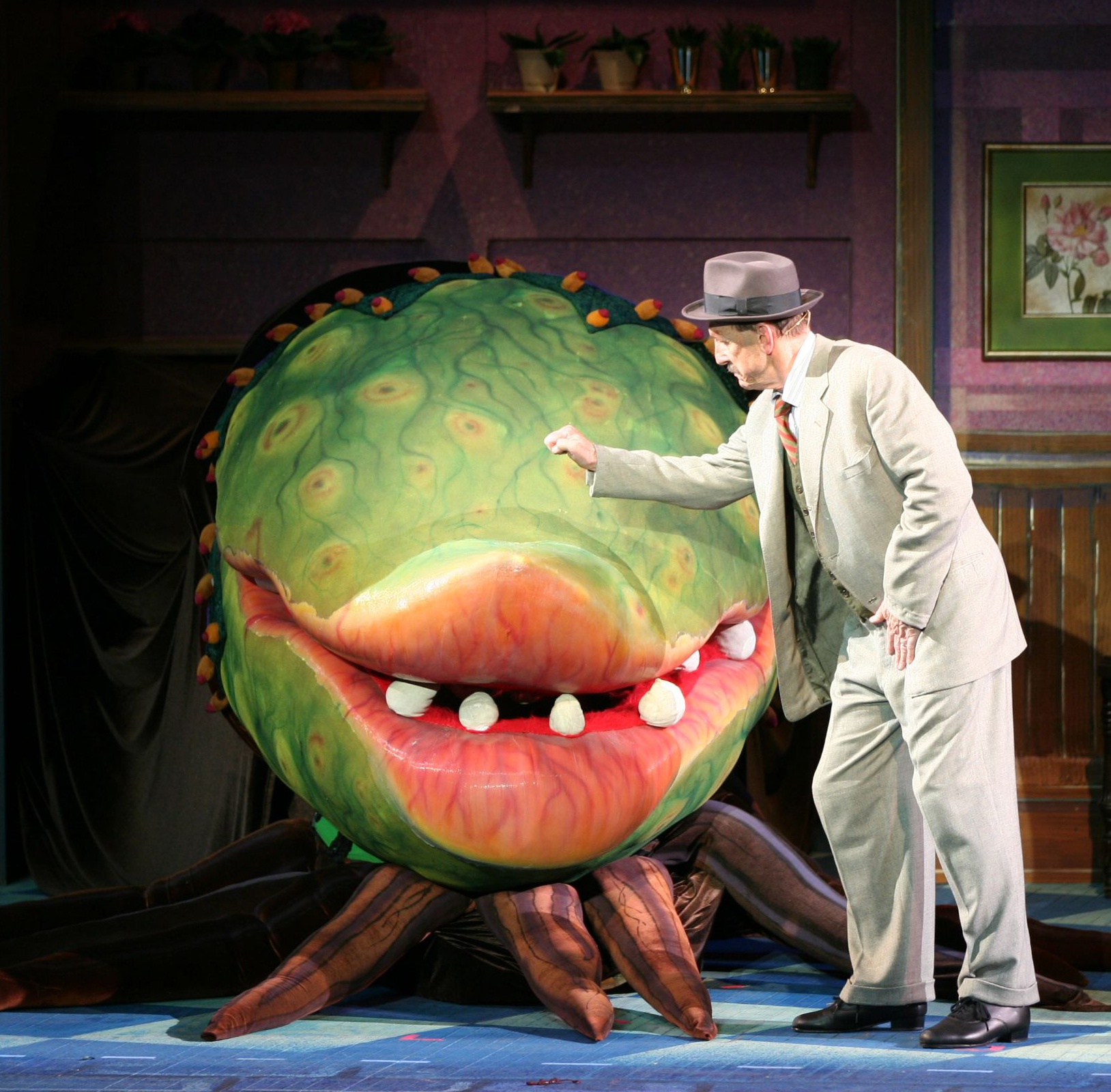

L'endemà, Patrick Martin, de la companyia World Botanical Enterprises, arriba per parlar amb Seymour que la seva empresa vol comprar esqueixos d'Audrey II per vendre-les per tota Amèrica. Seymous s'adona del malvat pla de la planta: durant l'eclipsi solar, l'Audrey II va venir des d'un planeta desconegut per conquerir la Terra. Seymour intenta disparar-la, tallar-la i enverinar-la, però ha crescut massa perquè pugui matar-la. Seymour, desesperat, es llança cap a la boca oberta amb un matxet intentant matar-la des de dins, però de seguida és menjat. Patrick, Crystal, Ronette i Chiffon busquen a Seymour. Com que no el troben, Patrick diu a les noies que tallin uns esqueixos.
Crystal, Ronette i Chiffon relaten que, després d'aquests fets, d'altres plantes han aparegut per Amèrica, enredant gent innocent perquè les alimenti amb sang a canvi de fama i fortuna. A la boira, Audrey II, més gran que mai, apareix i obre noves flors, dins de les quals apareixen les cares de Seymour, Audrey, Mushnik i Orin, que demanen que, no importa quant persuasives puguin ser les plantes, però no han d'alimentar-les ("Finale Ultimo (Don't Feed the Plants)"). Audrey II es llança amenaçadora sobre el públic amenaçant-los.

## Números Musicals
| I Acte - Prologue (Little Shop of Horrors) — Chiffon, Crystal i Ronette - Skid Row (Downtown) — Companyia - Da-Doo — Chiffon, Crystal i Ronette - Grow for Me — Seymour - Ya Never Know — Mushnik, Chiffon, Crystal, Ronette i Seymour - Somewhere That's Green — Audrey - Closed for Renovations — Seymour, Audrey i Mushnik - Dentist! — Orin, Chiffon, Crystal i Ronette - Mushnik and Son — Mushnik i Seymour - Sudden Changes — Seymour - Feed Me (Git It) — Audrey II i Seymour - Now (It's Just the Gas) — Orin i Seymour - Coda — Chiffon, Crystal, Ronette i Audrey II | II ActeI - Call Back in the Morning — Seymour i Audrey - Suddenly, Seymour — Seymour, Audrey, Chiffon, Crystal i Ronette - Suppertime — Audrey II - The Meek Shall Inherit — Companyia - Sominex/Suppertime (reprise) — Audrey i Audrey II - Somewhere That's Green (reprise) — Audrey - Finale Ultimo (Don't Feed the Plants) — Companyia |

## Diferències entre la pel·lícula de 1960 i el musical
El musical es basa en el to de comèdia negra de la pel·lícula de 1960, tot i que hi ha diversos canvis a la història:
- L'acció passa de transcórrer de Los Angeles a Nova York. La hipocondríaca mare jueva de Seymour és eliminada, i aquest passa a ser un orfe acollit per Mushnik. També s'elimina la subtrama dels dos policies que investiguen.
- Els personatges de Mrs. Siddie Shiva i Burson Fouch també són eliminats, tot i que és mencionada com el major compte en funerals de la botiga. El pacient masoquista del dentista, interpretat per Jack Nicholson, no apareix al musical, però sí que apareix a la pel·lícula de 1986, interpretat per Bill Murray.
- Al musical Orin Scrivello, el dentista sàdic, mor asfixiat per òxid nitrós en canvi de ser mort apunyalat per un instrument dental com a la pel·lícula. S'afegeix la seva relació d'abús vers Audrey per donar a Seymour un motiu per matar-lo.
- A la pel·lícula, en Seymour assassina diversos clients innocents, i Mushnick veu un lladre buscant diners dins de la planta, que es menja el lladre. Al musical, en Seymour enganya d'aquesta manera en Mushnick quan aquest vol lliurar en Seymour a la policia.
- Les dues noies del veïnat que apareixen a la pel·lícula són substituïdes per un cor de tres noies del carrer: Crystal, Chiffon i Ronette, el nom de les quals provenen de grups femenins de la dècada de 1960.
- Al musical la planta es diu "Audret II" en lloc d'"Audrey Junior" com a la pel·lícula; i en canvi de ser un encreuament d'una pingüícula i una dionea, al musical és una criatura de l'espai exterior que vol conquerir el món.
- La diferència més gran és el final: el musical acaba amb Orin, Mushnik, Audrey i Seymour devorats per la planta, i les tres noies adverteixen que la progènie d'Audrey II segueix devorant gent. A la pel·lícula de 1960, Mushnik i Audrey sobreviuen, i les activitats carnívores de les plantes són descobertes amb les cares de les seves víctimes, Seymour inclòs, impreses sobre les seves poncelles. El musical fa referència a aquest final, amb les cares de les quatre víctimes de la Planta apareixent a les poncelles.

## Produccions

### La producció original
El musical es va estrenar el 6 de maig de 1982 al Workshop of the Players' Art (WPA) Theatre. Va estrenar-se al Orpheum Theatre de l'off-Broadway el 27 de juliol de 1982. Aquesta producció original, dirigida per Ashman, amb direcció musical d'Edie Cowan, va ser aclamada per la crítica i guanyà diversos premis, incloent-hi el Premi del Cercle de Crítics de Teatre de Nova York 1982-83 al Millor Musical, el Premi Drama Desk al Musical Més Destacat i el Premi Outer Critics Circle. Howard Ashman va escriure al programa que el show "satiritzava moltes coses: la ciència-ficció, les pel·lícules de sèrie 'B', la mateixa comèdia musical i fins i tot la llegenda de Faust".
Quan tancà l'1 de novembre de 1987, després de 2.209 funcions, era el 3r musical de més llarga durada i la producció amb més beneficis de la producció de l'off-Broadway. Tot i que es parlà d'un traspàs a Broadway, Howard Ashman sentia que la producció pertanyia a allà on estava. La producció es representà durant 5 anys. Com que no s'havia produït a Broadway, no va poder optar als Premis Tony de 1982. els productors eren el WPA Theatre, David Geffen, Cameron Mackintosh i la Shubert Organization. Els titelles d'Audrey II van ser dissenyats i operats per Martin P. Robinson.
El 1982 es publicà l'enregistrament de la banda sonora original del musical, que ometia les cançons "Call Back in the Morning", i "Somewhere That's Green" (reprise), i retallà les cançons "Now (It's Just the Gas)," "Mushnik and Son," i "The Meek Shall Inherit." També modificà la situació de la cançó "Closed for Renovation", que al show apareixia després de "Somewhere That's Green", mentre que al disc apareixia darrere de "Now (It's Just the Gas)" com a pont entre la mort d'Orin i la balada d'amor del II Acte "Suddenly, Seymour". L'enregistrament presentava a Leilani Jones, que substituí a Marlene Danielle com Chiffon dues setmanes després que el musical s'estrenés.

#### Repartiment original de l'Off-Broadway
- Seymour Krelborn — Lee Wilkof
- Audrey — Ellen Greene
- Mr. Mushnik — Hy Anzell
- Chiffon — Marlene Danielle (substituïda per Leilani Jones després de dues setmanes)
- Crystal — Jennifer Leigh Warren
- Ronette — Sheila Kay Davis
- Audrey II (veu) — Ron Taylor
- Audrey II (manipulació) / Wino #1 — Martin P. Robinson[10]
- Orin Scrivello, Narrator, Wino #2, Customer, Radio Announcer, Bernstein, Mrs. Luce, Skip Snip, and Patrick Martin — Franc Luz

### La producció del West End – 1983
L'1 de gener de 1983 s'estrenà al Comedy Theatre del West End londinenc, produït per Cameron Mackintosh. Es representà en 813 funcions, protagonitzada per Barry James com a Seymour i Ellen Greene (reprenent el seu paper) com a Audrey. Va rebre el Premi Evening Star al Millor Musical; i la darrera funció va ser el 5 d'octubre de 1985.

### La Botiga dels Horrors
El 1987, Dagoll Dagom produí el musical en català, adaptat i dirigit per Joan Lluís Bozzo i protagonitzat per Pep Anton Muñoz com a Seymour, Àngels Gonyalons com a Audrey i Constantino Romero com la Veu d'Audrey II. A més intervingueren Lola Lizaran com a Sra. Mushnick i Francesc Orella com a Orin. Es va publicar l'enregistrament en un LP, que mai no ha estat reeditat.
El 2000, Ricard Reguant produí el musical a Madrid, adaptat per Xavi Mateu i Víctor Conde, dirigida per aquest darrer; i amb direcció musical de Manu Guix. Estava protagonitzada per Àngel Llàcer com a Seymour i Aurora Frias com a Audrey. La producció realitzà una gira per Espanya. Es va realitzar un enregistrament de la producció, però a causa d'un problema de drets no es va poder posar a la venda el CD i aquest era regalat al teatre de Madrid fins que s'esgotaren (sent actualment una peça molt cercada pels col·leccionistes).

### El revival de Broadway 2003

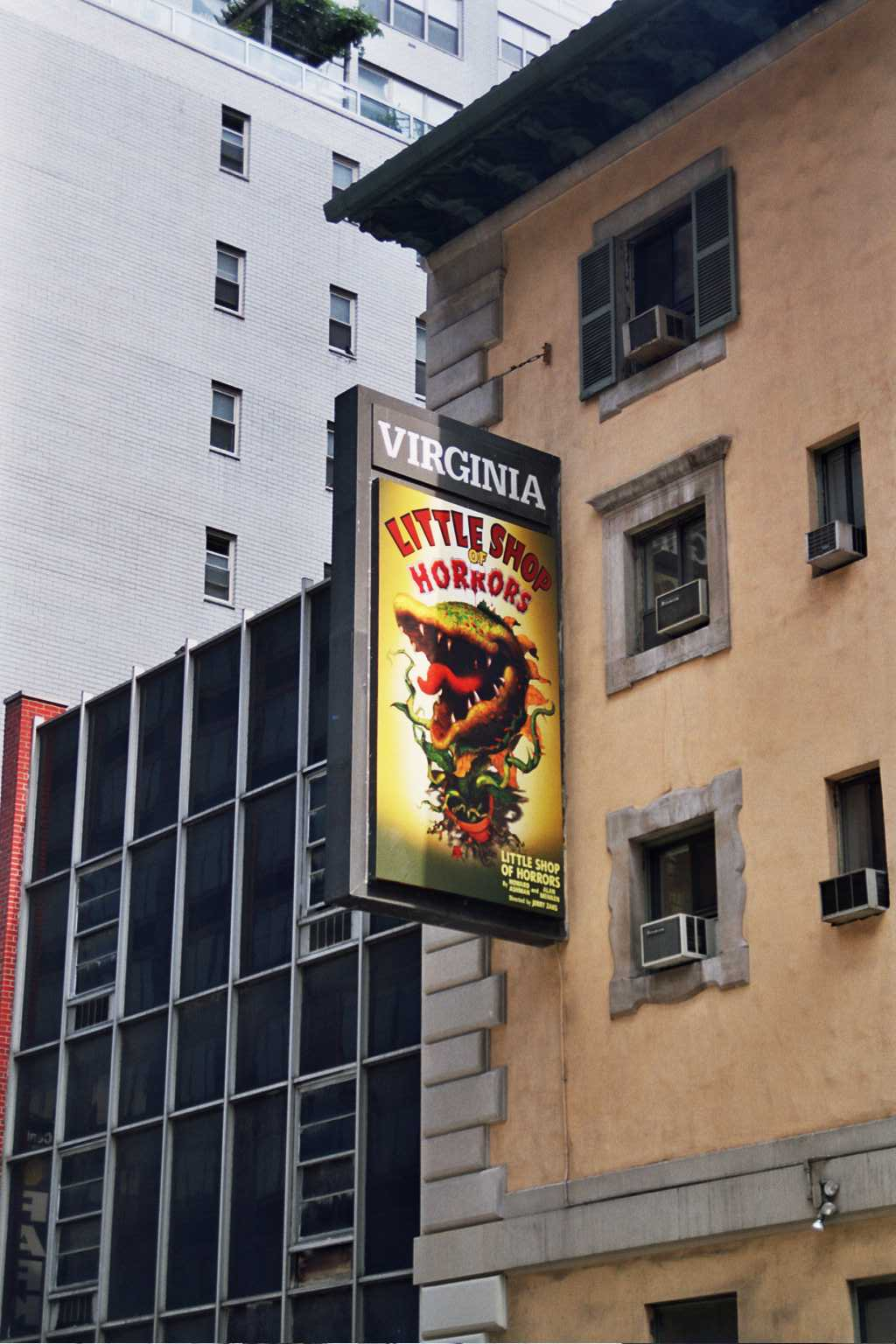

El 2003 es planejà un revival de Little Shop of Horrors, amb l'objectiu d'estrenar a Broadway el 14 d'agost. El 16 de maig del 2003 s'estrenà a Florida una producció pre-Broadway. El revival incloïa a diversos membres de la producció original de 1982: Lee Wilkoff, que havia creat el paper de Seymour el 1982 interpretaria a Mr. Mushnik. La producció va ser dirigida per la muller de Wilkoff, Connie Grappo, que era l'ajudant de Howard Ashman a la producció original. Martin P. Robinson, que dissenyà els titelles originals de l'Audrey II i era un titellaire de Sesame Street, reclutà els seus amics de The Jim Henson Company per crear uns titelles nous d'alta tecnologia. Hunter Foster i Alice Ripley van interpretar Seymour i Audrey, respectivament, i el pròleg era recitat per Robert Stack.
Aquesta versió Little Shop of Horrors va rebre crítiques diverses, amb alguns crítics lamentant-se que en expandir-lo per a ficar-ho en un teatre més gran, s'havia perdut la intimitat de l'espectacle. D'altres crítics van ser més durs, titllant l'espectacle de "pesat" i "gens inspirat", jutjant a diversos actors com a inadequats, tot i que el "Miami Herald" declarà que "l'Audrey de l'Alice Ripe és absolutament adorable".
Al juny del 2003, els productors anunciaren que la producció de Broadway seria cancel·lada car, "d'acord amb l'opinió d'una gran quantitat de gent de talent participant, els elements d'aquesta producció no estan junts de la manera que voldríem." Malgrat tot, la producció no estava morta. Els productors acomiadaren Grappo fer contractar a Jerry Zaks, un veterà director de Broadway, i acomiadaren tothom del repartiment llevat de Foster. El nou repartiment començà el 3 de juny, amb plans per fer les prèvies al setembre.
El musical finalment s'estrenà a Broadway, al Virginia Theatre en 2 d'octubre de 2003, amb un repartiment format per Foster com Seymour, Kerry Butler com Audrey, Rob Bartlett com Mr. Mushnik, Douglas Sills com Orin, Michael-Leon Wooley com la veu d'Audrey II i DeQuina Moore com Chiffon. Tot i que era la primera vegada que es representava a Broadway, l'èxit del show al cinema i en les nombroses produccions revivals van fer que als Premis Toy del 2003 entrés dintre la categoria de Revival de Musical. Foster va ser nominat al Tony com a Millor Actor per la seva actuació.
El revival va ser molt fidel a la producció original de 1982, tot i que hi havia alguns canvis. Usà la versió ampliada de la cançó del títol com s'escoltava a la pel·lícula de 1986, allargà la cançó "You Never Know", amb una introducció radiofònica, mentre que també revisava el Final del I Acte i afegia un entreacte abans de "Call Back in the Morning". Les orquestracions van ser arranjades per a un teatre més gran, mentre que a la versió original només sonaven 5 instruments. Al final una Audrey II gegant s'estenia sobre el públic amenaçadora.
El 15 de setembre del 2003 s'enregistrà la banda sonora del musical amb el repartiment original, publicant-se el 21 d'octubre. Els enregistraments de demostració de quatre cançons, eliminades durant el procés de desenvolupament del musical i enregistrades per Ashman i Menken ("A Little Dental Music", "The Worse He Treats Me", "We'll Have Tomorrow", i "I Found A Hobby"), van ser incloses com a material extra de l'àlbum.
La producció tancà el 22 d'agost de 2004, després de 40 prèvies i 372 actuacions. El repartiment final de Broadway incloïa a Joey Fatone com a Seymour i a Jessica-Snow Wilson com Audrey.

### El revival de Londres del 2006
Les prèvies de la producció van començar el 17 de novembre de 2006 a la Menier Chocolate Factory. Aquest revival, dirigit per Matthew White, i presentava una Audrey II totalment nova, dissenyada per David Farley, basada en la planta llançadora. La producció va ser un èxit de crítica i públic, sent traslladada al març del 2007 al Duke of York's Theatre del West End. A finals de juny del 2007, el show es mudà a l'Ambassadors Theatre, on acabà el 8 de setembre del 2007. El repartiment incloïa a Paul Keating com Seymour, Sheridan Smith com Audrey, Alistair McGowan com Orin i Mike McShane com a veu d'Audrey II. Smith i McGowan van ser nominats als Premis Olivier per la seva actuació; i la producció va ser nominada a Millor Revival de Musical.

## Els titelles d'Audrey II
El personatge d'Audrey II és descrit com "un encreuament antropomòrfic entre una dionea i un avodad. Té un aspecte desagradable que té aspecte de tauró quan s'obre i menja. És interpretada per una sèrie de titelles cada vegada més grans."
En una producció típica, el primer titella és una planta petita dins d'un test, que manipula l'actor que fa de Seymour. Aquest mou la planta amb la mà esquerra, i quan la posa a algun lloc la mou algú amagat. La segona és més gran i també és operada per Seymour durant la cançó "You Never Know". Seymour porta un braç fals que aguanta el test, mentre que el veritable braç de l'actor mou la planta. El tercer titella és encara més gran, i és accionada per algú que hi ha a dins, que mou els llavis de la planta de manera sincronitzada amb la veu d'Audrey II, que és un actor fora d'escena amb un micròfon. Les cames del titellaire accionen les arrels. La darrera planta és encara més gran, també té un actor a dins que la mou. El cap té uns 2,5m de diàmetre, i és capaç "d'empassar-se" els personatges principals. Per l'escena final, es poden afegir parts de manera que la planta sembli més gran. Extra
Les produccions d'aficionats reben dissenys per construir els titelles, juntament amb les partitures i els guions que lloguen, basats en els dissenys originals de Martin P. Robinson. Algunes companyies d'aficionats que han produït el show han llogat posteriorment les plantes per tal de reingressar els costos.

## Adaptacions

### La pel·lícula de 1986
El 1986 es realitzà una nova versió cinematogràfica. Dirigida per Frank Oz, és l'única pel·lícula escrita per Howard Ashman. Va ser protagonitzada per Rick Moranis com Seymour, Ellen Greene com Audrey, Vincent Gardenia com Mr. Mushnik, Steve Martin com Orin Scrivello; i la veu de Lebi Stubbs com Audrey II. Bill Murray era Arthur Denton, el client masoquista del dentista; James Belushi interpretava a Patrick Martin, i John Candy al locutor de ràdio Wink Wilkinson.
La pel·lícula del 1986 seguia la trama del musical, però ometia les cançons "Ya Never Know" (reescrita com Some Fun Now" (un trio per Crystal, Ronette i Chiffon), "Mushnik and Son", "Now (It's Just the Gas)", "Sudden Changes," "Closed for Renovation" & "Call Back in the Morning"; i "Finale Ultimo (Don't Feed The Plants)". Altres canvis incloïen l'eliminació de la proposta d'adopció per part de Mr. Mushnik i un nou final, en el que Seymour salvava a Audrey de l'Audrey II i electrocutava a la planta; però quan anaven a la casa dels seus somnis, al jardí es veia una planta com l'Audrey II. Es va rodar un final més fidel a l'original del teatre, on la planta es menjava a Audrey i a Seymour; acabant amb una mida descomunal i movent-se per Nova York com King Kong; però va ser molt mal rebut per les proves de públic, havent-se de fer el nou final. La nova cançó d'Audrey III, "Mean Green Mother from Outer Space", va ser nominada a l'Oscar a la millor cançó original.

### La sèrie "Little Shop"
El 1991 es realitzà una sèrie d'animació, titulada Little Shop, a Fox Kids, emesa els dissabtes al matí. Seymour i Audrey eren dos adolescents, i la planta, Audrey Junior ni menjava carn humana ni era malvada, tot i que li agradava molt la carn i retenia la frase "Feed me!". Cada episodi presentava dues seqüències de música, moltes de les quals eren raps interpretats per la planta. Segons IMDB Frank Oz va ser l'inspirador per convertir la pel·lícula / musical en una sèrie animada.

## Premis i nominacions

### Producció Original de Broadway
| Any  | Premi                                    | Categoria                                       | Nominat(s)                      | Resultat   |
| ---- | ---------------------------------------- | ----------------------------------------------- | ------------------------------- | ---------- |
| 1983 | Premi Drama Desk                         | Musical Més Destacat                            | Musical Més Destacat            | Guanyador  |
| 1983 | Premi Drama Desk                         | Música Més Destacada                            | Alan Menken                     | Nominat    |
| 1983 | Premi Drama Desk                         | Lletres Més Destacades                          | Howard Ashman                   | Guanyador  |
| 1983 | Premi Drama Desk                         | Actriu Més Destacada en un Musical              | Ellen Greene                    | Nominada   |
| 1983 | Premi Drama Desk                         | Actor de Repartiment Més Destacat en un Musical | Franc Luz                       | Nominat    |
| 1983 | Premi Drama Desk                         | Direcció de Musical Més Destacada               | Howard Ashman                   | Nominat    |
| 1983 | Premi Drama Desk                         | Efectes Especials Més Destacades                | Martin P. Robinson i Ron Taylor | Guanyadors |
| 1983 | Premi del New York Drama Critics' Circle | Millor Musical                                  | Millor Musical                  | Guanyador  |

### Revival de Broadway 2004
| Any  | Premi            | Categoria                            | Nominat       | Resultat |
| ---- | ---------------- | ------------------------------------ | ------------- | -------- |
| 2004 | Premi Drama Desk | Actor de Musical Més Destacat        | Hunter Foster | Nominat  |
| 2004 | Premi Tony       | Millor Actor Protagonista de Musical | Hunter Foster | Nominat  |